# Melodram (Film)
Das Melodram bezeichnet ein Filmgenre, das sich inhaltlich und formal schwerpunktmäßig mit emotionalen und innerseelischen Konflikten beschäftigt. Als gattungsspezifische Weiterentwicklung des Melodrams im Theater oder des literarischen Melodrams werden dramatische Bedeutungen weniger in Handlung als in überhöhten, komplexen Symbolisierungen ausgedrückt. Durch emotional-dramatische Übersteigerung der Ereignisse, möchte das Melodram seine Zuschauer oftmals zu Tränen rühren und wird im Englischen daher umgangssprachlich „weepy“ genannt.
Der Begriff lässt sich mit "Handlung mit Musik" übersetzen, von griechisch melos: ‚Lied’/ ‚Klang’ und drama: ‚Handlung’.
Im Gegensatz zu anderen Liebesfilmen, wie beispielsweise der Romantischen Komödie, weist das Melodram größere Schnittmengen zur Tragödie auf. Die Konflikte zwischen den Protagonisten erweisen sich dabei als umlösbar, so dass es in der Regel kein „Happy End“ gibt. Als namhafte Regisseure gelten Douglas Sirk, Rainer Werner Fassbinder oder Jean-Luc Godard.

## Definition
Der Ausdruck „Melodram“ beziehungsweise „Melodrama“ ist ein Begriff der in der viktorianischen Zeit im Theater aufkam, wo er als Begriff für ein sentimentales Drama mit stereotypen Rollen und Handlungen verwendet wurden, welches mit emotionaler Musik unterlegt wurde.

## Merkmale
Beim Filmmelodram stehen seelische Konflikte im Zentrum der Handlung, wobei die Figuren oft zwischen ihren Gefühlen und geselschaftlichen Vorstellungen sowie Repressionen gefangen sind. Im Mittelpunkt stehen Liebe, Leid, Suche nach der eigenen Identität sowie Hoffnungen und Wünsche der Protagonisten, die sich nicht mit den äußeren Gegebenheiten in Einklang bringen lassen.
Inhaltlich stehen oft folgende Themen im Zentrum des Films: Isolation, Rassismus, dysfunktionale Familien, häusliche Gewalt, Krankheit oder Sucht und Sexualität (auch LGBT-Themen). Das Augenmerk liegt dabei darauf wie die Hauptpersonen mit dem jeweiligen Problem umgehen bzw. sich den daraus resultierenden Identitätskrisen stellen.
Im Melodram waren, beginnend mit der Stummfilmzeit bis weit in die 1960er Jahre, weibliche Protagonistinnen die Norm. Die weibliche Protagonistin war dabei nicht nur in der westlichen Welt typisch für tragische Filmdramen (z. B. Die Büchse der Pandora, 1929, Georg Wilhelm Pabst), sondern wurde auch in Asien eingesetzt - wie beispielsweise in Die Göttliche (1934, Wu Yonggang). Ab Ende der 1960er Filme wurden zunehmend auch männliche Hauptfiguren in Melodramen eingesetzt, wie beispielsweise in Asphalt-Cowboy (1969, John Schlesinger), Das letzte Kommando (1973, Hal Ashby) oder Asphalt-Blüten (1973, Jerry Schatzberg).

## Genealogie
Zwei geschichtliche Stränge sind für die Entwicklung bedeutsam: einerseits die spätmittelalterliche, volkstümliche Moralität, in deren Mittelpunkt ein moralisches Ideal steht, das in der Ausarbeitung sowohl unterstützt als auch parodiert oder durchkreuzt werden kann (s. Ballade o. Bänkellied). In einem zweiten, eher literarisch orientierten Strang steht das Melodram in einer Reihe mit dem Drama der Romantik (das in der Nachfolge der Französischen Revolution steht), sowie ganz entscheidend in einer Linie mit dem Gefühlsroman (sentimental novel) des 18. Jahrhunderts. Die dramatischen Konflikte kreisen oft um extreme Idealvorstellungen, die auf ebenso große äußere Beschränkungen (durch Familie, Gesellschaft, Norm) treffen. Damit wird ein emanzipatorisches Feld betreten, welches in vorrevolutionären Gefühlsromanen (wie in Samuel Richardsons Clarissa) ebenso beschrieben wird wie im bürgerlichen Trauerspiel (Emilia Galotti, Kabale und Liebe).
Die literarische, melodramatische Form gestattet es Künstlern, soziale Missstände innerhalb eines populären Genres zu erzählen. Ausgestattet mit Übertreibungen, heroischen Taten, unglaublichen Zufällen und großen Gesten widersprechen Melodramen zwar häufig jedem Realismus. Doch sind dies Stilmittel, die eingesetzt werden, um tieferliegende Probleme (Unsicherheiten, gesellschaftliche Determinierungen, soziale Nöte etc.) zu thematisieren. In Frankreich sind es vor allem Victor Hugo (Les misérables) sowie Honoré de Balzac, die in ihren Romanen existenzielle Konflikte mit starker Personalisierung einem großen Publikum nahebringen. In England setzt Charles Dickens mit Oliver Twist und A Tale of Two Cities Maßstäbe zwischen tiefenpsychologischer Erörterung und der Darstellung extremer Sozialkontraste. Das Melodram ist also durch seine Ambivalenz gekennzeichnet: es ermöglicht sowohl eine kritische Auseinandersetzung, die das Emanzipatorische, das Brüchige und das Leid in den Vordergrund stellt, als auch eine reaktionäre, auf Effekte bedachte Erzählweise.

## „Kino der Gefühle“

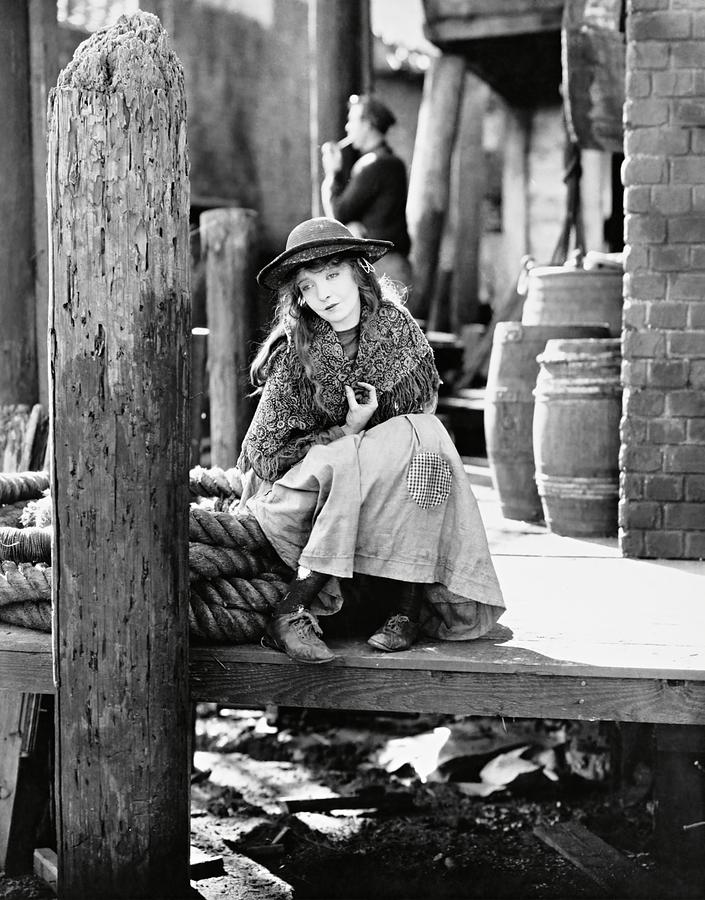
Lillian Gish in Gebrochene Blüten (1919)

### Expressivität und Film
Melodramatisches, verstanden als „Handlung mit Musik“, findet sich bereits in den ersten Filmen der Stummfilmzeit, wie z. B. in Gebrochene Blüten (1919, David Wark Griffith). Ohne gesprochene Sprache, mussten andere, visuelle Mittel bemüht werden, um die Ausdrucksfähigkeit zu erhalten: Dekor, Licht, Kamerabewegung, Schauspielführung, Großaufnahme, Gestik/Mimik. Geprägt vom deutschen Expressionismus kamen in den 1930er Jahren überdies viele Regisseure aus Europa nach Hollywood, die in ihrer Formensprache auf visuelle Expressivität Wert legten (u. a. Max Ophüls, Douglas Sirk, Ernst Lubitsch, Otto Preminger).
Thomas Elsaesser schrieb 1974, es sei möglich das Melodram als eine spezifische Form dramatischer Mise en Scène. Diese sei vom dynamischen Einsatz räumlicher und musikalischer Kategorien geprägt und bilde einen Gegensatz zu intellektuellen oder literarischen Werken.
Das Filmmelodram betont also materielle Aspekte der filmischen Präsentation: Musik, Ausleuchtung, Dekor, Bildkomposition; und es schreibt ihnen nicht nur eine auf ihre Wirkung bezogene, sondern auch eine inhaltliche Bedeutung zu.

### Motive
Die inhaltliche Auseinandersetzung findet im Filmmelodram „innen“ statt, wie der Regisseur Douglas Sirk feststellte. Auf die Dramaturgie und die erzählten Inhalte bezogen bedeutet dies: Erzählungen können primär aus einer äußerlichen Handlung heraus oder, zweitens, aus dem Innenleben einer Person (oder Personenkonstellation) heraus aufgebaut sein. Das Medium Film tendiert aufgrund seiner Grundbeschaffenheit als visuelles Medium dazu, den äußeren, handlungsgetriebenen und damit sichtbar darstellbaren Motiven mehr Platz einzuräumen. Innere Vorgänge, die die Psychologie und seelische Beschaffenheit einer Person betreffen, sind tendenziell in einem beschreibenden Medium (wie dem Roman) leichter umzusetzen.
In der Konsequenz haben es aktionsgesteuerte Genres leichter, Aufmerksamkeit zu erregen, da in ihnen äußere – zeigbare – Handlungen dominieren. Das Filmmelodram kümmert sich hingegen um die Innenwelten von Personen. Was in „Männer-Genres“ Beiwerk ist, wird im Melodram zur Hauptsache: die Liebe und die damit verbundenen Leiden und Leidenschaften. Von der Filmindustrie für ein spezifisch weibliches Publikum erdacht, kann das Filmmelodram allerdings auch zum gesellschaftskritischen Kunstwerk werden: denn allzu häufig werden just jene Errungenschaften, Fetischismus und Rituale in Frage gestellt, die traditionellerweise eine Männergesellschaft charakterisieren: Erfolg, Macht, Geld, Krieg, Klassenschranken, Politik etc. 
Georg Seeßlen sieht in dem Melodram eine Form von Gesellschaftskritik im Namen des individuellen Glücks, das nichts als sich selber will. In diesem Kontext wird für das jeweils kleinere System in der sozialen Struktur Partei ergriffen: für die Gemeinde gegen die Gesellschaft, für die Familie gegen die Gemeinde und schließlich für das Individuum gegen die Familie.
Wenn das Innen – also Gefühle, Befindlichkeiten, seelische Nöte und Vorstellungen statt realer Begebenheiten – die Oberhand gewinnt, dann drückt sich hier auch die in den 1950ern verstärkte Rezeption Sigmund Freuds in den Vereinigten Staaten aus. Denn mit der Wahrnehmung psychologischer Grundbefindlichkeiten beschäftigt sich das Melodram in erster Linie. Doch Regisseure wie Alfred Hitchcock verarbeiten zunehmend auch in anderen Genres die Innenwelten ihrer (oft weiblichen) Protagonisten (z. B. der Film Marnie).
Im Mittelpunkt stehen häufig Frauen aus der Mittelschicht, die (genügend Zeit und Geld vorausgesetzt) nicht mehr mit den engen Grenzen ihres Lebens zufrieden sind. Aus der Selbstbeschäftigung erwächst die kritische Auseinandersetzung gegenüber dem System: der Familie, der Gesellschaft, den Strukturen, die zur eigenen Unzufriedenheit führen. Ausbruchsversuche kennzeichnen auf verschiedenen Ebenen das Bemühen, an diesen Strukturen etwas zu verändern; in der Regel scheitern diese Versuche, da die Gesellschaft, die Familie stärker sind als das Individuum (siehe Was der Himmel erlaubt oder In den Wind geschrieben von Sirk).
Ödipale Beziehungen, verdrängte Vergangenheit, patriarchale Hierarchien, eine Kette von Ersatzhandlungen: dies ist die motivische Gemengelage, aus denen das Filmmelodram schöpft. Damit verbunden sind enorme Ängste: vor Nähe, Liebe, Impotenz, Frigidität. Alles, was emotionale Entfremdung mit sich bringt, muss das Melodram dann natürlich dramaturgisch verwerten. Der Rückzug ins Private ist zwangsläufig.

### Räume des Melodrams
Von entscheidender Bedeutung sind im Filmmelodram daher die Räumlichkeiten. Sind in Genres, in denen die Handlung Platz benötigt, um sich zu entfalten, die Räume entsprechend offen, so wird im Melodram – dem Genre, das sich mit der Familie auseinandersetzt – das unmittelbar private Umfeld zum Hauptaktionsraum. Der Raum ist mehr als in allen anderen Genres der Spiegel der Seele. 

So, wie das Innenleben der Figur fortdauernd an Grenzen stößt, so wird der physische Raum des Melodrams durch Wände begrenzt: vieles spielt in Privathäusern, in Hotels, in kleinen Orten mit vielen Zäunen, in Herrenhäusern und Jägerhütten. Der Druck kommt im Melodram nicht durch ein Problem von außen (eine Stadt muss sich gegen Eindringlinge wehren, wie der Western es erzählt, oder ein Mord muss aufgeklärt werden, wie der Krimi mit Unordnung von außen umgeht), sondern der Druck von innen heraus setzt die Ereignisse in Gang.
Die innere Unaufgeräumtheit und Zerbrechlichkeit drückt sich in Ausstattung und Dekor aus. Bei Douglas Sirk sind die Räume voller Glas, hochgradig künstlich und zerbrechlich. Einerseits charakterisiert er damit seine Figuren, andererseits kommentiert er durch die bewusste Überzeichnung damit das Hollywood-Studiosystem, das (in vielen Produktionen in den 1940ern bis 1960ern) Schauspieler in Kulissen steckt, um als Projektionsfläche für bestimmte Sehnsüchte zu fungieren.

### Drama des Exzesses
Mit den Räumlichkeiten, die bewusst übertrieben stilisiert in Szene gesetzt werden, geht eine bewusste Übertreibung der Gefühlslage einher. Gefühlsäußerungen im Melodram schwanken von himmelhochjauchzend bis zum Tode betrübt, häufig in ein und derselben Szene. Die Protagonisten definieren sich über ihre Gefühlsschwankungen und geben sich leidenschaftlich ihren emotionalen Exzessen hin – auch, weil sie sich an nichts anderes mehr halten können. Die Außenwelt wird weder als Aktionsraum noch als Referenz genutzt, folglich müssen sich alle Handlungen – so sie nicht in hilflosen Gesten enden – im Inneren der Figuren stattfinden. In Gefühlsausbrüchen veräußerlichen sich dann die inneren Konflikte.
Die Protagonisten des Melodrams stellen so hohe Ansprüche an sich, an das Leben, an ihre Mitmenschen, dass sie unweigerlich scheitern. Die Unangemessenheit ihrer Ansprüche spiegelt sich in der Unangemessenheit ihrer Reaktionen wider. Durch dieses Pathos bekommen die Figuren einen oft tragischen Grundton.

## Serial-Queen-Melodrama
Das Serial-Queen-Melodrama ist eine Form des Melodrams, das sich in den 1910er Jahren entwickelt und zur Aufführung kommt.
Es richtet sich speziell, wie der Woman’s Film, an weibliches Publikum, durch 1. feminin konnotierte Formen der Eitelkeit und Zurschaustellung und 2. durch Darstellung der Frau als durchsetzungsfähige, unerschrockene Hauptfigur. Kernelemente der Handlung sind oftmals moralische Polarisierung, verfolgte Unschuld und atemberaubende Wendungen. Alles passiert „on the outside“. Das betrifft sowohl die Wahl der Drehorte als auch die Freiheit von Sentimentalität. Die weibliche Heldin kämpft nicht, wie in der „klassischen“ Genreform Melodram, seelische Kämpfe für Gut und gegen Böse, sondern sie bemüht sich unter Einsatz ihres Lebens. Der Konflikt zwischen den Klassen spielt hier keine Rolle, dafür rückt die Betrachtung der Geschlechterrollen (Gender) in den Mittelpunkt. Die neue Mobilität der Frau in der Öffentlichkeit wird gefeiert, die Gefahr des Ausbrechens aus dem Heim aber gleichzeitig deutlich vor Augen geführt.
Ben Singer macht ebenfalls darauf aufmerksam, dass mit Melodram nicht immer exakt umgegangen wird. Zum einen stellt er fest, dass Melodram in der Frühzeit der Filmindustrie Action, überwältigenden Sensationalismus und Gewalt bezeichnete. Zum anderen stellt er fünf grundlegende Faktoren auf, die nicht alle vorkommen müssen und in jeder nur möglichen Kombination auftauchen können:
1. extreme moralische Polarisierung
2. heftiges Pathos
3. überreiztes Gefühl und gesteigerte Zustände emotionaler Not
4. nicht-klassische Erzähltechniken und Deus ex machina (unerwartet auftretende Person oder Begebenheit, ursprünglich GOTTHEIT, die in einer Notsituation hilft oder die Lösung bringt.)
5. Sensationalismus (gewalttätige Action, Nervenkitzel, Spektakel)

All diese Phänomene sind jedoch aus früheren Formen des Melodrams nicht unbekannt. Neu ist hier die zeitgeistige Komponente, auf die technisierte Umwelt zu reagieren. Waren in den literarischen und Bühnenmelodramen noch seelische und moralische Themen fast ausschließlich vorherrschend, so entwickelt sich nun auch das Thema der sich rasant entwickelnden Industrialisierung und Technisierung der Umwelt zu einer Bedrohung des einzelnen, „guten“ Individuums. In der zweiten Hälfte des 19. Jh. macht Singer deshalb auch eine Spektakularisierung des Melodrams aus, und zwar in Reaktion auf die Moderne und deren Sensationalisierung in Zeitungen, Groschenromanen, Vergnügungsparks, aber auch vom Schrecken des modernen Verkehrs und der veränderten menschlichen Wahrnehmung. (Singer, 2001)

## „Nachfolgeform“: Soap Opera
Der Begriff Soap Opera bezeichnet ein täglich oder wöchentlich ausgestrahltes unbegrenztes serielles Fernsehformat. Ursprünglich handelte es sich hierbei um ein Radioformat, das von Seifenherstellern gesponsert wurde, daher der Name. Ihren Programmplatz hat die Soap Opera in erster Linie im werbeintensiven Nachmittags- oder Vorabendprogramm. Jede Folge setzt sich aus bis zu drei Plots zusammen. A-Plot, der Träger der zentralen Geschichte der Folge ist, sowie B- und C-Plot (Nebenhandlungen), die entweder einen alten Handlungsfaden weitererzählen oder einen neuen beginnen. Durch die Verschiebung der Plots innerhalb der Serie wird eine maximale Zuschauerbindung erreicht. Die handelnden Charaktere sind stereotypenhaft angelegt und zeigen selten Lernverhalten. Die Funktion der Charaktere ist wichtiger als ihre Individualität, damit geht auf der Produktionsseite auch eine Austauschbarkeit der Schauspieler einher. Auch in der Soap Opera finden sich die typischen Handlungsmuster des Melodrams, hier allerdings als serielles Format. Ein mehrheitlich weibliches Zielpublikum ist der Soap und dem Melodram ebenfalls gemein. (Marschall, 2002)
Vgl. hierzu auch Seifenoper.